# Geopark Araripe

Chapada do Araripe

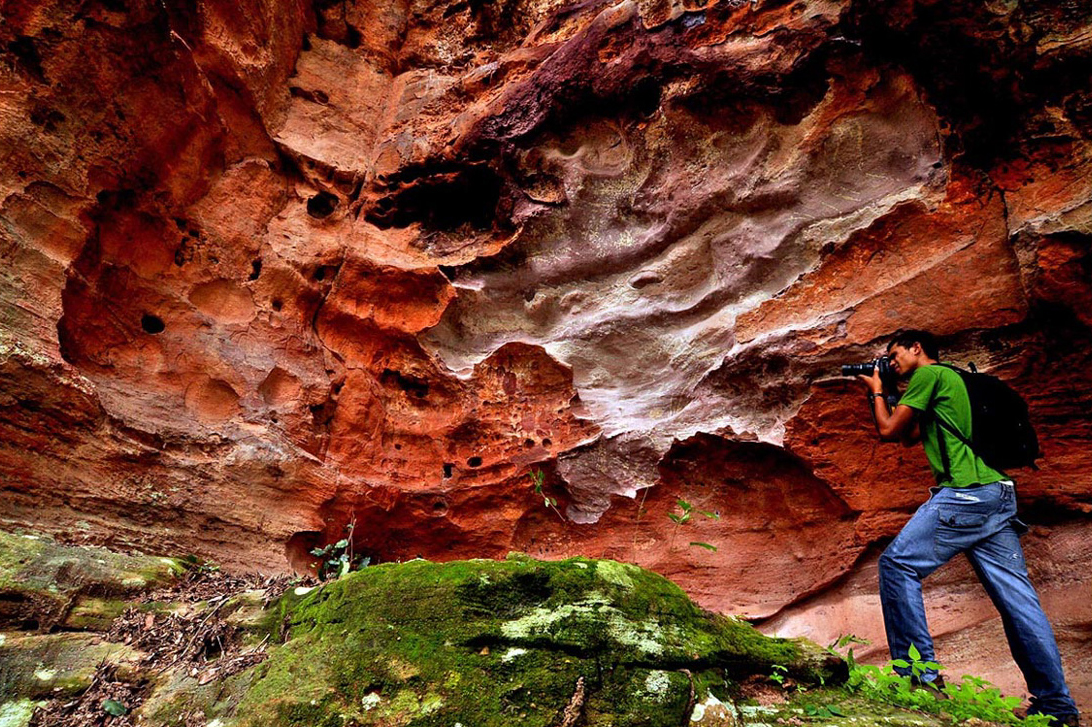
Felsformationen des Geoparks

Der Geopark Araripe, auch Geoparque Araripe, ist ein 2006 errichteter Geopark im brasilianischen Bundesstaat Ceará und der erste dieser Art in Lateinamerika, der als UNESCO Global Geopark anerkannt wurde.

## Lage
Er liegt im Einzugsbereich von sechs Städten: Barbalha, Crato, Juazeiro do Norte, Missão Velha, Nova Olinda und Santana do Cariri und umfasst 3.441 km². Der Park zeigt einen reichen Bestand an biologischen, geologischen und paläologischen Naturschätzen. Er ist geprägt durch das Araripe-Becken, das Araripe-Gebirge und die Santana-Formation. Im Süden wird er begrenzt durch den Bundesstaat Pernambuco. Bis Crato führt eine Eisenbahnlinie.

## Geologische Stätten
Hauptsächlich sind neun Lagen und Formationen für Besucher zugänglich und unterstehen aktueller Forschung: Colina do Horto bei Juazeiro do Norte, Cachoeira de Missão Velha bei Missão Velha, Floresta Petrificada do Cariri bei Missão Velha, Batateira bei Crato, Pedra Cariri bei Nova Olinda, Parque dos Pterossauros bei Santana do Cariri, Riacho do Meio bei Barbalha, Ponte de Pedra bei Nova Olinda und Pontal de Santa Cruz bei Santana do Cariri.

## Geotourismus
In der strukturschwachen Region wird der Geotourismus vorangetrieben.